# Хуль, Сигурд
Сигурд Хуль (норв. Sigurd Hoel, в русской транскрипции также передаётся как Сигурд Хёль; 14 декабря 1890, Нур-Одал — 19 октября 1960, Осло) — норвежский писатель, критик и журналист, мастер социально-психологического романа. Во время Второй Мировой войны — участник Норвежского движения сопротивления. В ранние годы был увлечён психоанализом и теориями Фрейда, позднее сблизился с Вильгельмом Райхом, чьи взгляды оказали значительное влияние на Хуля.
Проза Хуля во многом автобиографична, центральными вопросами его произведений стали влияние детства на взрослую жизнь и характер человека, защитные механизмы психики, заложенные под влиянием детских травм. В романах Хуля поднимаются вопросы морали и сексуальной свободы, темы предательства и вины.

## Биография

### Ранние годы
Родился в Нур-Одале и вырос в деревне Одален. Его отец, Ларс Антон, был сельским учителем и пел в церковном хоре. Хотя по меркам того времени Хуль получил достаточно мягкое воспитание, его отец был строгим, авторитарным и эмоционально отчуждённым. Детство в строго патриархальной семье и суровое, часто несправедливое отношение отца повлияло на будущего писателя и стало одной из центральных тем в его произведениях: чувства вины и стыда, которые постоянно внушаются ребёнку, сделали детство Хуля несчастливым периодом его жизни, сформировавшим, однако, весь её дальнейший ход.
После окончания начальной школы Хуля отправили учиться в Осло, в школу имени Рагны Нильсен. Владевшая собственной фермой, его семья не была бедной и скорее относилась к среднему классу, однако после школы он не мог позволить себе обучение в колледже. Хотя Хуль был рад вырваться из деревни, жизнь в большом городе стала для него шоком и долгое время он чувствовал себя очень неуверенно на фоне сверстников-горожан. Некоторое время он работал страховщиком, а поступив в колледж в 1910 году, зарабатывал на обучение подработками. Постепенно он нашёл друзей и стал членом студенческого общества, с 1913 года преподавал в латинской гимназии имени Рагны Нильсен.
Во время учёбы в колледже Хуль работал редактором журнала Минерва. В 1918 году состоялся его литературный дебют — для литературного конкурса Хуль за один день написал рассказ «Идиот», который позднее был включён в сборник новелл «Путь, которым мы идём». В том же 1918 году он поступил на работу в газету Social-Demokraten как литературный и театральный критик. Одновременно в 1918—1919 годах работал секретарём в Норвежской академии наук. В 1919 году у него родился внебрачный ребёнок, которого отдали на усыновление.
В 1920 году Хуль написал комедию Den Enes Død в соавторстве со своим другом Финном Бо. Тогда же в свет вышла его первая самостоятельная публикация — эссе «Слово о Кнуте Гамсуне». Гамсун был литературным кумиром Хуля, который, хотя не разделял его политических взглядов и осуждал многие поступки, высоко ценил поэтический дар Гамсуна. В 1922 году вышел первый сборник рассказов Хуля, в котором явно проявилось влияние немецких экспрессионистов и отдельно Яльмара Сёдерберга.
Вскоре благодаря Харальду Григу Хуль получил работу в издательстве Gyldendal Norsk Forlag, а через другого своего друга — Эрлинга Фалка — стал редактором журнала Mot Dag. Как и многие молодые люди того времени, Хуль был политическим радикалом и симпатизировал большевизму, однако уже в 1920-х годах критически характеризовал Советский Союз и его курс развития. В 1924 году из-за разногласий с Фалком Хуль ушёл из Mot Dag.

### Карьера критика и писателя
В 1924 году Хуль совершил первую зарубежную поездку, посетив Берлин, Прагу и Вену. В Берлине в 1924 году он изучал социализм. В этот период был опубликован первый роман Хуля — «Семизвездье» (Syvstjernen). Остро-сатирический, он явно демонстрировал влияние немецкого экспрессионизма. В 1925 году в Париже Хуль познакомился с Ник Ваал, в 1927 году в Норвегии они поженились. В том же году была опубликована книга «Грешники на летнем солнце», которая положила начало литературной славе писателя. Позднее Ник Ваал говорила, что Хуль в этой книге «выставил напоказ всё её поколение». Действительно, главные герои — 8 молодых людей, рассуждающих о феминизме, новой морали и психоанализе, во многом списаны с молодых последователей Фрейда, Ваал и её окружения.
В 1931 году, после смерти Карла Нерупа, Хуль стал ведущим консультантом в издательстве Gyldendal. Он занимался «Желтой серией» — серией современной зарубежной прозы, которая вскоре стала знаковой для издательства и стала «окном» во всемирную литературу. «Желтая серия» была популярна не только в Норвегии, но и в соседних странах. Хуль зарекомендовал себя как беспристрастного критика, который не шёл на поводу у собственных литературных вкусов, хотя и испытывал определённый скепсис относительно модернизма и экспериментальной прозы. К каждой из 101 книги серии Хуль написал вступительную статью. Эти статьи были позднее выпущены в виде двух отдельных изданий. Вплоть до 1960 года Хуль был самым влиятельным литературным критиком Норвегии.
В 1932 году в Берлине Хуль познакомился с Вильгельмом Райхом. В том же году состоялся разрыв с Ник Ваал. Когда в 1934 году Райх переехал в Норвегию, Хуль начал учиться у него психоанализу. Они также много работали вместе, ранние идеи и теории Райха оказали на Хуля значительное влияние: например, что сформированная в детстве личность ребёнка остаётся на всю жизнь практически неизменной и все последующие события являются лишь повторением детских сценариев. Идея о «защитном барьере», который вырабатывает ребёнок под влиянием постоянно насаждаемых ему родителями чувств вины и стыда, объясняет дальнейшее поведение невротичного человека, который с помощью этой «брони» подавляет внутреннюю тревогу и свои желания. Позитивные взгляды Райха на сексуальную свободу также были крайне важны для Хуля. Хуль редактировал три номера журнала Zeitschrift für Politische Psychologie und Sexualökonomie, который выпускал Райх. В частности, в этом издании вышло большое эссе Хуля, посвящённое Московским процессам. Некоторое время Хуль брал у Райха уроки психоанализа и даже пытался начать собственную практику, однако она ограничилась четырьмя клиентами.
В 1936 году Хуль официально развёлся с Ваал и в том же году вновь женился — на Аде Иван. Во втором браке родилось двое детей, но оба умерли во младенчестве. У Хуля развилась депрессия, этот период был неудачен и с точки зрения литературы. Заслуживающими внимания произведениями того времени стали роман «Сезам, Сезам» (1938) и сборник новелл «Принцесса на стеклянной горе» (1939), сатира на среду радикалов от культуры.
В годы Второй мировой войны Хуль и его жена вернулись в Одален. Он вступил в ряды Норвежского движения сопротивления и писал для нелегальной оппозиционной прессы, опубликовав не менее 50 статей. Журналисты фашистской Германии называли Хуля «злым духом» норвежской интеллигенции, его ругали по немецкому радио. Неоднократно ему грозил арест. Когда в 1943-м опасность стала слишком высока, он был вынужден бежать в Швецию. Война потрясла Хуля, многие годы потом он осмыслял темы коллаборационизма и предательства, пытаясь понять, как такое значительное количество норвежцев, в том числе и величайший из норвежских писателей — Кнут Гамсун — могло поддержать нацизм. Темы предательства и вины стали центральными в произведениях Хуля в 1950-х годах.
Непродолжительное время Хуль поддерживал новонорвежский язык — ланнсмол, однако позднее сыграл важную роль в становлении риксмола, будущего букмола. Хуль стал одним из основателей Ассоциации 1952 года и был председателем Общества Риксмола с 1956 по 1959.
Сигурд Хуль скончался от сердечного приступа в возрасте 69 лет в Осло.

## Творчество
Вышедший в 1931 году роман «Октябрьский день» принёс Хулю второй приз премии Скандинавской литературы, учреждённой издательством Gyldendal Norsk Forlag, в то время как консервативные критики прозвали книгу «канализационной литературой». В романе автор критикует типичную буржуазную семью: он рассказывает истории о нескольких супружеских парах, живущих в одном доме в Осло, каждая из которых по-своему несчастна. Большинство героев показаны как эгоцентричные невротики: по отзывам критиков, ни в одном из других произведений Хуля нет такого количества ядовито описанных, злых и истеричных женских персонажей. В значительной степени основанный на собственном кризисе брака с Ник Ваал, «Октябрьский день» демонстрирует влияние американской прозы. Книга вызвала широкий резонанс в обществе и породила оживлённую дискуссию о психоанализе, одной из первых познакомив с ним Норвегию.
Влияние идей Фрейда и Райха явно прослеживается в романе «Путь на край света», опубликованном в 1933 году. В значительной мере детство главного героя автобиографично: Хуль отразил в романе трудности взросления в патриархальной семье, постоянный страх перед авторитарным отцом, теорию о «защитной броне», которая вырабатывается под воздействием атмосферы в доме и в дальнейшем остаётся у человека на всю жизнь.
В 1935 году, проходя через кризиса среднего возраста, Хуль выпустил роман Fjorten dager før frostnettene («14 дней до морозных ночей»). Основанный на жизни самого автора, он вновь демонстрирует значительное влияние теорий Райха: главный герой, известный врач, в свой 40-й день рождения оглядывается назад и пытается дать оценку прожитым годам. Хотя внешне его жизнь кажется образцом успеха, эмоциональная её сторона оказывается катастрофой: он не способен ни любить сам, ни принимать чувства других. Воспоминания о детстве и юности показаны как причины последующих жизненных неудач, привкус предательства и горечь от собственных ошибок проходят главными темами. Герой заводит любовницу, однако в конечном итоге возвращается к жене, преследуемый чувством постоянного движения по кругу. Обманутая любовь и украденное счастье становятся главными чертами в портрете жизни, прожитой зря.
Одним из главных произведений Хуля стал выпущенный в 1947 году роман «Моя вина», признанный многими критиками одним из лучших в норвежской литературе. Главная тема романа — предательство. Вновь опираясь на события собственной жизни и развивая тему сексуальной свободы, ранние идеи Райха, автор ставит героя на место самого себя в молодости. Когда юная возлюбленная говорит ему, что ждёт ребёнка, на лице героя отражаются все его мысли. Он думает, что они молоды и бедны, и «куда уж тут жениться», но ничего не говорит целую минуту, однако этого становится достаточно, предательство отражается на его лице, в его глазах. Хотя спустя минуту он справляется с малодушием и говорит любимой слова верности, она всё же уходит из его жизни. Много лет спустя, будучи бойцом Сопротивления, герой встречает своего сына — нациста, квислинговца и коллаборациониста, который руководит арестом отца.
Тему вины Хуль исследует в своём последнем романе «Заколдованный круг», вышедшем в 1958 году. Через рассказ о жителях глухой норвежской деревни в середине XIX века автор исследует психологию и современного норвежца, обнаруживает корни тех пороков — злобы, недоверия, узости мышления — на которые смогла опереться тоталитарная идеология.

## Избранная библиография
- «Слово к Кнуту Гамсуну» (Knut Hamsun) — эссе, 1920;
- «Путь, которым мы идём» (Veien vi gaar) — сборник новелл, 1922;
- «Семизвездье» (Syvstjernen) — роман, 1924;
- «Грешники на летнем солнце» (Syndere i sommersol) — роман, 1927;
- «День в октябре» (En dag i oktober) — роман, 1931;
- «Сезам, Сезам» (Sesam, Sesam) — роман, 1938;
- «Встреча у пограничного столба» или «Моя вина» (Møte ved milepelen) — роман, 1947;
- «У подножья Вавилонской башни» (Ved foten av Babels tårn) — роман, 1956;
- «Заколдованный круг» (Trollringen) — исторический роман, 1958.